# Dehesas Viejas
Dehesas Viejas là một đô thị trong tỉnh Granada, Tây Ban Nha. Dân số năm 2024 là 640 người.